# パディントン発4時50分
『パディントン発4時50分』（パディントンはつ4じ50ぷん、原題：4.50 from Paddington）は、1957年に刊行されたアガサ・クリスティの推理小説。マープルシリーズの長編第7作目にあたるとともに、クラドック警部が登場する長編第2作目である。

## あらすじ
友人のミス・マープルに会いに行くためにパディントン駅発4時50分の列車に乗ったマギリカディ夫人は、隣の線路を並走する列車の車窓に男が女の首を絞めて殺している瞬間を目撃する。男性は背中しか見えない。マギリカディ夫人から経緯を聞いたミス・マープルは、翌日の朝刊にそれらしき記事が見当たらないことから、2人で警察に事件の経緯を話すが、警察の捜査では列車内はおろか線路周辺でも死体は発見されない。
ミス・マープルは、殺人犯は列車内で絞殺した死体を列車から投げ落としたと考え、ブラックハンプトン駅の手前で線路が大きくカーブする地点にあるクラッケンソープ家が所有するラザフォード・ホールがその場所であると推理し、旧知の家政婦のルーシー・アイルズバロウに死体を捜すためにクラッケンソープ家の家政婦になってもらうように依頼する。ルーサー・クラッケンソープは、ラザフォード・ホールで娘のエマと暮らす老人である。クラッケンソープ家に家政婦として潜入したルーシーは、数日後、納屋に置かれた石棺の中に死体を発見する。
クラッケンソープ家の家族は、イビサ島でボヘミアン画家をしているセドリック、ロンドンの実業家ハロルド、怪しい商売をするアルフレッド、エマ、死んだ末娘イーディスの子アレクサンダーとその父ブライアン・イーストリーである。このほかに、ルーサーの世話をし、エマに恋心を抱く地元の医師クインパーも屋敷に出入りしていた。
クラドック警部率いる警察は、被害者がバレエ団から失踪したダンサー、アンナ・ストラヴィンスカであることを突き止めるが、その名は偽名であり、彼女の出自を突き止めることができない。エマは戦死した兄エドマンドが手紙でマルティーヌという女性のことを書いていたと話し、警察は被害者がマルティーヌであると結論づける。
不在のブライアンとアレクサンダーを除く家族全員が急病になり、やがてアルフレッドが自宅で死体となって発見される。その後、あの日ルーシーが作ったカレーにヒ素が含まれていることが判明する。数日後、ロンドンに戻ったハロルドのもとに、クインパー医師から錠剤が届く。その錠剤にはアコニチンの毒が含まれており、服用したハロルドは死んでしまう。
ミス・マープルとマギリカディ夫人がラザフォード・ホールへ午後のお茶に訪問する。ミス・マープルはサンドイッチを食べて喉をつまらせ、クインパー医師が彼女の喉を覗き込んだところに、席を外していたマギリカディ夫人が戻ってきて、「あれは彼よ、汽車の中の男よ！」と叫ぶ。死んだ女性はクインパーの妻で、エマと結婚したかった彼に殺されたのであった。彼女はアンナ・ストラヴィンスカとしてバレエ団に入団していた。クインパーの計画は、遺産を独り占めすべくエマの兄弟たちを殺すことへと発展していったのだった。
ミス・マープルは、ルーサー・クラッケンソープがもうすぐ死ぬかもしれないこと、エマが医者のことを忘れること、そしてルーシーのために結婚式の鐘が鳴ることを予告するが、花婿が誰になるかについては明言を避けた。

## 登場人物
ジェーン・マープル
セント・メアリ・ミード村に住む探偵好きな独身の老婦人。
エルスペス・マギリカディ
ミス・マープルの友人。殺人の目撃者。
ルーシー・アイルズバロウ
ベテラン料理人・家政婦。ミス・マープルに雇われて死体を捜索する。
レイモンド・ウェスト
ミス・マープルの甥。推理作家。
デイビッド・ウェスト
レイモンドの息子。イギリス国鉄で勤める。
ルーサー・クラッケンソープ
クラッケンソープ家の当主。妻を亡くし、製菓業で成功した父親が遺した館ラザフォード・ホールで娘のエマと暮らす。
エドマンド・クラッケンソープ
クラッケンソープ家の長男。フランスで戦死。
マルティーヌ
エドマンドの婚約者のフランス人。エドマンドが現地で亡くなったため、クラッケンソープ家の誰も彼女に会ったことがない。
セドリック・クラッケンソープ
クラッケンソープ家の次男。画家。独身で恋多き男。
ハロルド・クラッケンソープ
クラッケンソープ家の三男。会社重役。銀行家。
アリス・クラッケンソープ
ハロルドの妻。
アルフレッド・クラッケンソープ
クラッケンソープ家の四男。裏社会の何らかの仕事をしている。元スパイの詐欺師。
エマ・クラッケンソープ
クラッケンソープ家の長女。ラザフォード・ホールで父の面倒を見ながら慎ましく暮らし、一家の主治医に恋心を寄せる。
イーディス・イーストリー
クラッケンソープ家の次女。4年前に死去。
ブライアン・イーストリー
イーディスの夫。元・戦闘機のパイロット。子連れでしばしばラザフォード・ホールを訪ねている。
アレグザンダー・イーストリー
イーディスとブライアン夫妻の子供。
ジェイムズ・ストッダード＝ウエスト
アレグザンダーの友だち。
ストッダード＝ウエスト夫人
ジェームズの母。
クインパー
クラッケンソープ家の主治医。エマに好意を寄せる。
クラドック
ロンドン警視庁の捜査課警部。
ベーコン
地方警察署の警部。
アルマン・デッサン
パリ警察の警部。本件の捜査に協力している。
アンナ・ストラビンスカ
バレエダンサー。マリツキバレエ団の団員。
マダム・ジョリエ
マリツキバレエ団の団長。

## 作品の評価
- 2015年にAGATHA CHRISTIE LIMITEDにより行われた「世界で一番好きなクリスティ・グローバル投票」で本作は7位に選出されている[1]。

## 出版
| 題名                  | 出版社   | 文庫名                          | 訳者     | 巻末                                  | カバーデザイン  | 初版年月日     | ページ数 | ISBN              | 備考 |
| --------------------- | -------- | ------------------------------- | -------- | ------------------------------------- | --------------- | -------------- | -------- | ----------------- | ---- |
| パディントン発4時50分 | 早川書房 | ハヤカワ・ポケット・ミステリ595 | 大門一男 | 久々のマープルもの（編集部）          |                 | 1960年12月15日 | 258      |                   | 絶版 |
| パディントン発4時50分 | 早川書房 | ハヤカワ・ミステリ文庫1-13      | 大門一男 | 山村美紗 ミス・マープルに愛をこめて   | 真鍋博          | 1976年9月30日  | 376      | 978-4-15-070013-3 | 絶版 |
| パディントン発4時50分 | 早川書房 | クリスティー文庫41              | 松下祥子 | 前島純子 ようこそクリスティーランドへ | Hayakawa Design | 2003年10月1日  | 421      | 978-4-15-130041-7 |      |

児童書
| 題名                                         | 出版社   | 文庫名                             | 訳者     | 巻末 | カバーデザイン           | 初版年月日    | ページ数 | ISBN              | 備考   |
| -------------------------------------------- | -------- | ---------------------------------- | -------- | ---- | ------------------------ | ------------- | -------- | ----------------- | ------ |
| パディントン発4時50分                        | 早川書房 | クリスティー・ジュニア・ミステリ 9 | 小尾芙佐 |      | イラスト:たなか しんすけ | 2008年7月25日 | 390      | 978-4-15-208937-3 | '絶版' |
| ミス・マープルの名推理 パディントン発4時50分 | 早川書房 | ハヤカワ・ジュニア・ミステリ 4     | 小尾芙佐 |      | イラスト:藤森カンナ      | 2020年4月25日 | 392      | 978-4-15-209924-2 |        |

コミック
| 題名                  | 出版社           | 文庫名                                                                         | 訳者                            | 巻末 | カバーデザイン | 初版年月日    | ページ数 | ISBN           | 備考 |
| --------------------- | ---------------- | ------------------------------------------------------------------------------ | ------------------------------- | ---- | -------------- | ------------- | -------- | -------------- | ---- |
| パディントン発4時50分 | 日本放送出版協会 | NHK出版コミックス NHKアニメ劇場 アガサ・クリスティーの名探偵ポワロとマープル 2 | 脚本=米村正二、 まんが=石川森彦 |      |                | 2005年1月25日 | 191      | 978-4144540851 | 絶版 |

## 映画

### ミス・マープル/夜行特急の殺人
- Agatha Christie's Murder, She Said（イギリス/メトロ・ゴールドウィン・メイヤー、1961年/86分）
  - 『ミス・マープルシリーズ（イギリス製作の映画）』
  - マーガレット・ラザフォード主演によるシリーズ4作のうちの第1作。原作と違い、家政婦として住み込むのはルーシーではなく、ミス・マープル自身に変更されている。シリーズは4作続いたが、ミス・マープル物を映画化したものはこの1作に留まり、他はポアロ物や非探偵物をマープル物に改作している。
  - 日本未公開。「ミス・マープル ムービー・コレクション（初回限定生産）」として発売されたDVDボックスの1本として、2006年4月7日にリリースされた。

#### キャスト
- ミス・マープル：マーガレット・ラザフォード
- クインパー医師：アーサー・ケネディ
- エマ・アッケンソープ：マリエル・パヴロー
- ルーサー・アッケンソープ：ジェームズ・ロバートソン・ジャスティス
- セドリック・アッケンソープ：ソーリー・ウォルターズ
- クラドック警部：チャールズ・ティングウェル
- ハロルド・アッケンソープ：コンラッド・フィリップス
- ブライアン・イーストリー：ロナルド・ハワード
- キダー夫人：ジョーン・ヒックソン
- ストリンガー氏：ストリンガー・デイヴィス
- アレグサンダー・イーストリー：ロニー・レイモンド
- アルバート：ジェラルド・クロス
- ヒルマン：マイケル・ゴールデン
- ヘレン・ステイントン夫人：バーバラ・リーク
- ベーコン警部：ゴードン・ハリス
- ビンスター夫人：リチャード・ブライアーズ
- ルーシー：ルーシー・グリフィス（英語版）
- 被害者の女：ナディア・パヴロヴァ

#### スタッフ
- 原作：アガサ・クリスティ
- 監督：ジョージ・ポロック
- 製作：ジョージ・H・ブラウン
- 脚本：デヴィッド・パーサル、ジャック・セドン
- 脚色：デヴィッド・オズボーン
- 撮影：ジェフリー・フェイスフル
- 音楽：ロン・グッドウィン

### アガサ・クリスティー 奥さまは名探偵 〜パディントン発4時50分〜
- Le crime est notre affaire（フランス/ユニオン・ジェネラル・シネマトグラフィク、2008年/上映時間：119分）
  - 『ベレスフォルト夫妻シリーズ (フランス製作の映画)』
  - カトリーヌ・フロとアンドレ・デュソリエ主演、パスカル・トマ監督によるベレスフォルト夫妻シリーズ3作のうちの第2作。原作はミス・マープル物だが、前作『アガサ・クリスティーの奥さまは名探偵』（2005年/『親指のうずき』）の続編として、トミーとタペンス（『二人で探偵を』）物に改作。トミーはベリゼール、タペンスはプリュダンスという名前に変えられ、フランス人という設定になっている（姓は英語ではベレスフォードだが、仏語ではベレスフォルトとなる）。カトリーヌ・フロのプリュダンスは、原作のマープルとルーシーを合わせた役を演じている。
  - 日本未公開。2011年5月3日にDVDリリース。
  - 同じトマ監督による『ゼロ時間の謎』（2007年）と合わせて、クリスティ三部作の最終章とされていたが、2012年にさらに続編の『Partners in crime（おしどり探偵）』（日本未公開）が製作された。

#### キャスト
- プリュダンス・ベレスフォルト：カトリーヌ・フロ
- ベリゼール・ベレスフォルト：アンドレ・デュソリエ
- ロデリック・シャルパンティエ：クロード・リッシュ
- エマ・シャルパンティエ：キアラ・マストロヤンニ
- フレデリック・シャルパンティエ：メルヴィル・プポー
- ラファエル・シャルパンティエ：アレクサンドル・ラフォーリ
- オーギュスタン・シャルパンティエ：クリスチャン・ヴァディム
- フランソワ・ラガルド医師：イポリット・ジラルド
- ブラシュ警部：イヴ・アフォンソ
- バベット・ブーティティ：アニー・コルディ
- クレアラン夫人：ヴァレリアーヌ・ドゥ・ヴァラヌーヴ
- ヴァロア夫人：マリー・ローナ・ヴァカンサン
- マーガレット・ブラウン：ローラ・ベンソン
- ディアンヌ：フロランス・モーリー

#### スタッフ
- 原作：アガサ・クリスティ
- 監督・脚本：パスカル・トマ
- 製作：ナタリー・ラフォリ
- 脚本：フランソワ・カヴィリオーリ、クレマンス・ドゥ・ビエヴィーユ
- 撮影：ルナン・ポレ
- 編集：カトリーヌ・デュボー
- 音楽：ラインハルト・ワグナー

## テレビドラマ

### イギリスのテレビドラマ
ミス・マープル（ジョーン・ヒクソン）『パディントン発4時50分』
シーズン2 エピソード1（通算第9話）  イギリス1987年放送
- ルーシー・アイズバロウ: ジル・ミーガー
- ルーサー・クラッケンソープ: モーリス・デナム
- エマ・クラッケンソープ: ジョアンナ・デヴィッド
- クインパー医師: アンドリュー・バート
- セドリック・クラッケンソープ: ジョン・ハラム
- ブライアン・イーストリー: デービッド・ビームズ

アガサ・クリスティー ミス・マープル（ジェラルディン・マクイーワン）『パディントン発4時50分』
シーズン1 エピソード3（通算第3話） イギリス2004年放送
- ルーシー・アイズバロウ: アマンダ・ホールデン
- ルーサー・クラッケンソープ: デビッド・ワーナー
- エマ・クラッケンソープ: ニーヴ・キューザック
- クインパー医師: グリフ・リス・ジョーンズ
- セドリック・クラッケンソープ: キアラン・マクメナミン
- ブライアン・イーストリー: マイケル・ランデス

### 日本のテレビドラマ（2006年）
2006年4月11日に日本テレビ系列「DRAMA COMPLEX」（火曜21時 - 22時54分）にて『嘘をつく死体』のタイトルで放送。主演は岸惠子。

### 日本のテレビドラマ（2018年）
2018年3月24日21時 - 23時10分にテレビ朝日系にて『アガサ・クリスティ 二夜連続ドラマスペシャル パディントン発4時50分〜寝台特急殺人事件〜』のタイトルで放送された。

#### キャスト（2018年）

##### 主人公と関係者
天乃瞳子（あまの とうこ）
演 - 天海祐希
一流企業の顧問。警視庁捜査一課の警部補だったが、夫の胃がんの看病を理由に退職する。今回の事件では、彩を介して捜査を進める。
中村彩（なかむら あや）
演 - 前田敦子
家政婦。国立大学を卒業し文科省に入省したが半年で退官。瞳子の知り合いで、瞳子の命を受け現場での捜査を進める。
天乃雀（あまの すずめ）
演 - 草笛光子
瞳子の義母。西東京駅4時50分発「特急オリオン」の窓から並走する「寝台特急 朝霧」の車内での殺人現場を目撃するが、鉄道警察隊に門前払いを受ける。

##### 富沢邸関係者
富沢哲次（とみざわ てつじ）〈45〉
演 - 鈴木浩介
信介の次男。八丈島在住の画家。未婚。
富沢恵子（とみざわ けいこ）〈40〉
演 - 原沙知絵
信介の長女。未婚で信介と同居中。
大山勝（おおやま まさる）〈50〉
演 - 嶋田久作
富沢家の使用人。
古川晋（ふるかわ しん）〈48〉
演 - 矢柴俊博
知子の夫。トミー製菓の運送部長。
富沢晴三（とみざわ せいぞう）〈43〉
演 - 新納慎也
信介の三男。金融業 商事会社社長。
富沢志郎（とみざわ しろう）〈38〉
演 - 松本博之
信介の四男。プロダクション経営 企画会社社長。女子高校生とのみだらな行為で警察で任意の事情聴取を受けている。
木内妙子（きうち たえこ）
演 - 和泉ちぬ
家政婦。彩の知人。
富沢鋭一（とみざわ えいいち）
演 - 望月章男
信介の長男。トミー製菓の元常務取締役。38歳の時中国上海で事故死。
古川知子（ふるかわ ともこ）
演 - 松下結衣子
信介の次女。旧姓「富沢」。2年前に病死。
古川信次（ふるかわ しんじ）〈8〉
演 - 笹岡サスケ
晋と知子の息子。
佐伯慶一（さえき けいいち）
演 - 石黒賢
医師。信介の主治医。
富沢信介（とみざわ しんすけ）
演 - 西田敏行
トミー製菓の会長。

##### 警察関係者
唐木（からき）
演 - 勝村政信
警視庁捜査一課の警部。
鈴木（すずき）
演 - 桐山漣
警視庁捜査一課の巡査部長。
上西
演 - 菅原大吉
鉄道警察隊の警部。
山口（やまぐち）
演 - 橋爪功
警視庁刑事部の参事官。
戸田（とだ）
演 - 井上肇
刑事。
徳田（とくだ）
演 - 宮本大誠
鑑識員。
原田（はらだ）
演 - 松岡恵望子
刑事。
相国寺竜也（しょうこくじ りゅうや）
演 - 沢村一樹（ノンクレジット）
警視庁捜査一課特別捜査係 警部。ラストシーンで相国寺の乗る列車と瞳子の乗る列車が並走し邂逅する。

##### その他
木村麗子（きむら れいこ）
演 - 黒谷友香
元の母。
周麻美
演 - 永楠あゆ美
西東京駅4時35分発「寝台特急 朝霧」の車内で首を絞められて殺された女性。
木村元
演 - 鈴木和弥
信次の友達。中国人とのハーフ。
唐木直美
演 - 今薫子
唐木の娘。名付け親は天乃瞳子。
その他
嘉門洋子、清水葉月、松浦眞哉、かおる、橋野純平

#### スタッフ（2018年）
- 原作 - アガサ・クリスティ 『パディントン発4時50分』
- 脚本 - 竹山洋
- 監督 - 和泉聖治
- ナレーション - 北村有起哉
- 音楽 - 吉川清之
- アクション - 藤井祐伍
- 技術協力 - アップサイド、サウンドライズ
- 美術協力 - 京映アーツ
- VFX - イマージュ
- ポスプロ - アムレック
- カースタント - ウェルムーブ
- 車輌 - カースタントTA・KA
- ロケ協力 - 秩父鉄道、伊豆急行、河口湖ハウス、かずさアカデミア・ホール ほか
- 車輌協力 - フォルクスワーゲングループジャパン
- 原作ライセンス - Agatha Christie Limited
  - 日本国内エージェント - 甲斐美代子、甲斐絵里
- チーフプロデューサー - 五十嵐文郎（テレビ朝日）
- ゼネラルプロデューサー - 内山聖子（テレビ朝日）
- プロデューサー - 藤本一彦（テレビ朝日）・山形亮介（角川大映スタジオ）
- 制作協力 - 角川大映スタジオ
- 制作著作 - テレビ朝日

#### 備考
相国寺竜也など複数のキャラクターは、同じくアガサ・クリスティ原作ドラマの『二夜連続ドラマスペシャル アガサ・クリスティ そして誰もいなくなった』（2017年3月25日・26日）と『アガサ・クリスティ 二夜連続ドラマスペシャル 大女優殺人事件〜鏡は横にひび割れて〜』（2018年3月25日）、『ドラマスペシャル アガサ・クリスティ 予告殺人』（2019年4月14日）にも登場している。

## アニメ
- アガサ・クリスティーの名探偵ポワロとマープル「パディントン発4時50分」（日本 2005年）
  - 『アガサ・クリスティーの名探偵ポワロとマープル』はNHK総合テレビで2004年7月4日から2005年5月15日まで放送されたアニメで、本作は第21話から第24話まで4回に分けて放送された。家政婦ルーシーは登場せず、代わりにアニメオリジナルキャラクターでマープルの姪孫メイベルが家政婦としてクラッケンソープ家に潜入する。
- キャスト
  - ミス・マープル - 八千草薫
  - メイベル・ウェスト - 折笠富美子
  - オリバー - 城雅子
  - ハースト巡査 - 浪川大輔
  - アレックス - 阪口大助
  - ジェイムズ - 中井将貴
  - ルーサー・クラッケンソープ - 秋元羊介
  - エマ・クラッケンソープ - 篠原恵美
  - エルスペス - さとうあい
  - キダー - 平松晶子
  - 車掌 - 小野大輔
  - セドリック・クラッケンソープ - 大塚明夫
  - ハロルド・クラッケンソープ - 小野大輔
  - アルフレッド・クラッケンソープ -桐井大介
  - ブライアン - 郷田ほづみ
  - Dr.クインパー - 納谷六朗
  - ウィンボーン - 樫井笙人
  - ベーコン警部 - 小形満
  - クラドック警部 - 浜田賢二
  - マルティーヌ - 杜けあき